# تشيما دي غانا بيانكا
تشيما دي غانا بيانكا (بالإنجليزية: Cima di Gana Bianca)‏ هو أحد جبال سلسلة جبال الألب ليبونتيني ويقع في كانتون تيسينو في سويسرا. يحتل المرتبة رقم 261 في قائمة جبال سويسرا من حيث الارتفاع، إذ يبلغ ارتفاعه حوالي 2842 متر، بينما يبلغ ارتفاع نتوء الجبل 410 متر.